# 圣菲大道

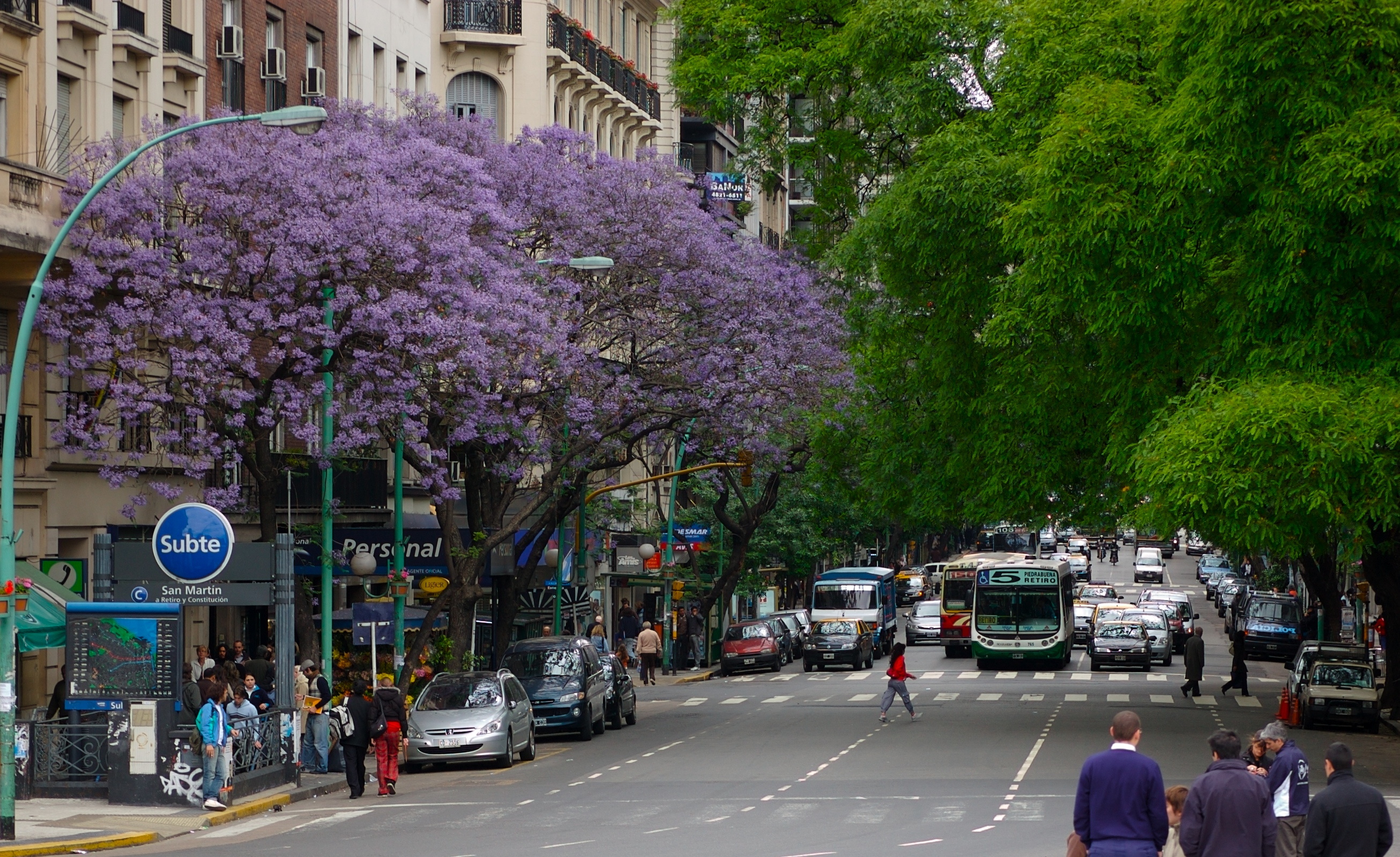
圣菲大道

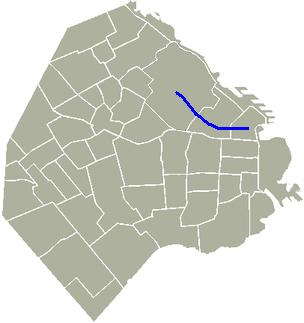
位置

圣菲大道（Avenida Santa Fe）是阿根廷布宜诺斯艾利斯的主要干道之一，穿越雷蒂罗、雷科莱塔和巴勒莫等区，被认为是该市一个主要的购物和散步区，拥有许多时尚精品店。圣菲大道也以其强烈的巴黎风格的建筑吸引着游客。它得名于阿根廷同名的省份。
圣菲大道始于圣马丁广场南端和佛罗里达街北端。在离开广场之前，就可以看到装饰艺术风格的卡瓦纳大厦和万豪酒店；然后向西通过雷蒂罗区，经过Olivetti大厦（建于1964年，布宜诺斯艾利斯最早的国际风格建筑之一）、宽阔的七月九日大道、希腊复兴风格的阿根廷科学学会和装饰艺术的 Regina 剧院。
穿过卡亚俄大道后，圣菲大道进入雷科莱塔区，这一段被认为是该市主要购物区之一。刚过卡亚俄大道，是2000年由大剧院改成的El Ateneo书店，是拉美最重要的书店。经过 Pueyrredón 大道, 1920年代通车的布宜诺斯艾利斯地铁线就沿着圣菲大道。进入巴勒莫区，经过布宜诺斯艾利斯动物园、植物园和意大利广场，最后通过一个隧道，就进入卡比尔多大道。
|  |  |  |  |